# Стадион Ексцелсиор
Стадион Ексцелсиор (шп. Estadio Excélsior) је вишенаменски стадион у граду Пуерто Кортес, Хондурас. углавном користи за фудбалске утакмице и домаћи је стадион за ФК Платенсе. Стадион прима до 10.000 људи. Овај стадион је обновљен током администрације Марлона Ларе као градоначелника Пуерто Кортеса. 

## Детаљнији подаци
Један од великих недостатака хондурашког фудбала је лоше стање његових стадиона, критике играча и тренера због лоших терена су свакодневница, али то је проблем који фудбалери Платенсе де Пуерто Кортеса немају. Управни одбор клуба објавио је на својим друштвеним мрежама савршено стање терена на стадиону Ексцелзиор, који се тренутно показује као најбољи терен у Хондурасу.
Велики рад на одржавању Општинског завода за спорт ИМДЕПОР огледа се у зеленом терену његовог објекта. Технички помоћник репрезентације Хондураса Мигел Фалеро рекао је у изјавама у Костарики да је један од проблема фудбала Катрахо лоше стање његових терена и похвалио оне централноамеричке земље.